# Extended play

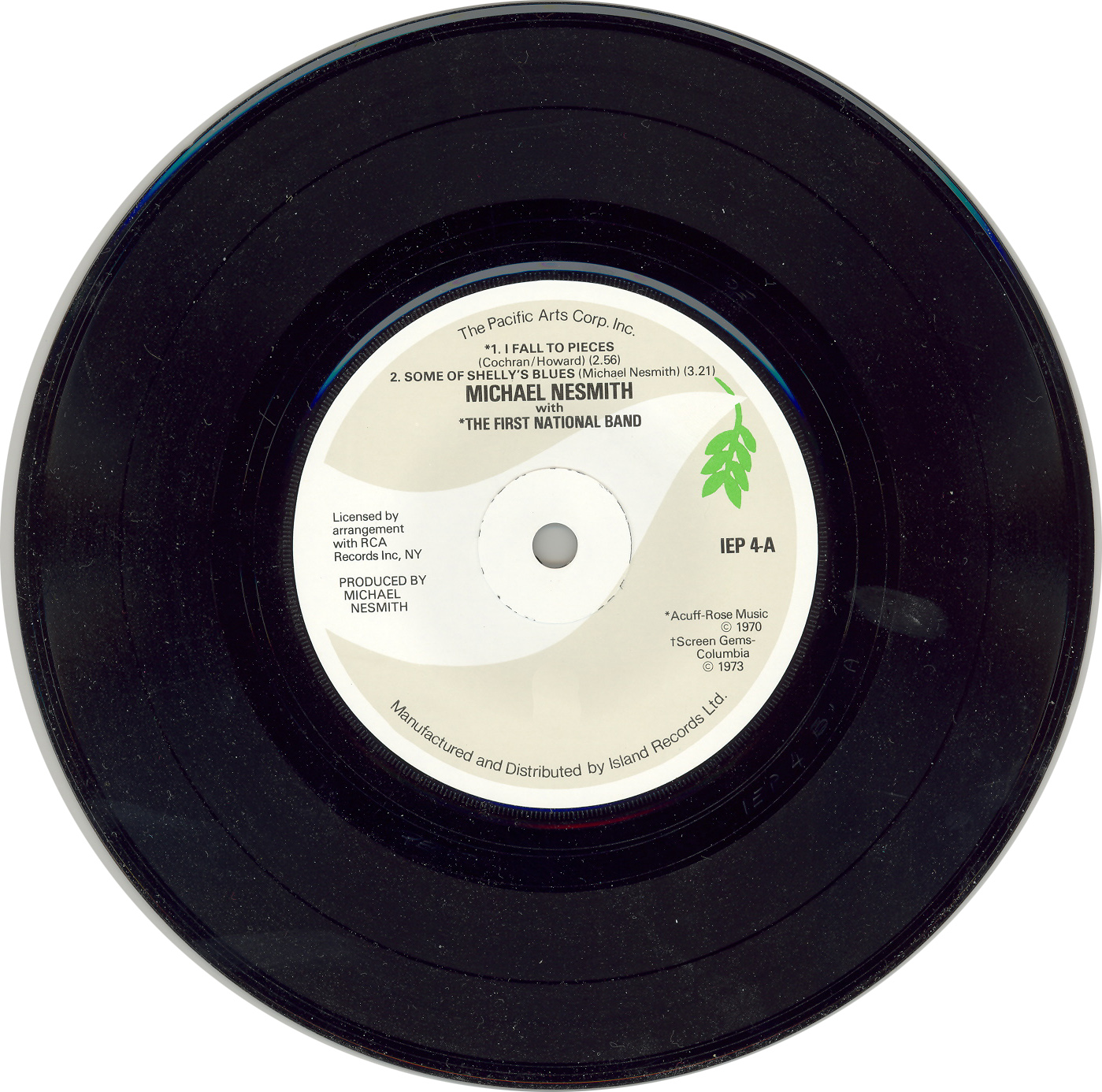
EP „I Fall to Pieces“ od Michaela Nesmithe na sedmipalcové vinylové desce

EP (z angl. Extended play, doslova „prodloužené hraní“) je označení hudební nahrávky, která je delší než nahrávka na  SP (na singlu) a zároveň kratší než nahrávka na LP (na elpíčku). Tento typ formátu obvykle obsahuje kolem tří až šesti písní a délka nahrávky nepřesahuje 30 minut. Nejčastější[zdroj⁠?!] velikost vinylových desek EP byla 10 palců (25 cm), ale v 70. a 80. letech 20. století se vyráběly i EP o průměru 7" (17,5 cm) a 12" (30 cm). Vinylové EP se lišilo také rychlostí přehrávaní (45 ot/min, 33 ot/min).
Nahrávky ve formátu EP byly oblíbené mezi punkovými kapelami a nezávislými interprety. Oproti LP jsou náklady na EP nižší, což vyhovuje především začínajícím autorům a interpretům. Dodnes se EP užívá k propagování nebo k experimentování. Napomáhá mj. udržet si fanoušky, pokud mezi vydáními jednotlivých LP jsou příliš dlouhé odmlky.
Zkratkou EP bývají označovány i CD s krátkými hracími časy (klasické CD je schopné nést až 80 minut hudebního materiálu) nebo digitální kopie.